# Santa Albertina (ort)
Santa Albertina är en ort i Brasilien.   Den ligger i kommunen Santa Albertina och delstaten São Paulo, i den södra delen av landet, 600 km sydväst om huvudstaden Brasília. Santa Albertina ligger 421 meter över havet och antalet invånare är 5 723.
Terrängen runt Santa Albertina är huvudsakligen platt. Santa Albertina ligger uppe på en höjd. Santa Albertina är det största samhället i trakten.
Omgivningarna runt Santa Albertina är en mosaik av jordbruksmark och naturlig växtlighet. Runt Santa Albertina är det ganska glesbefolkat, med 26 invånare per kvadratkilometer.